# جورج سيلفيان
جورج سيلفيان هو سياسي كندي، ولد في 28 أغسطس 1819، وتوفي في 25 فبراير 1891. حزبياً، نشط في الحزب الليبرالي الكندي. وقد انتخب عمدة وانتخب عضو مجلس العموم الكندي.